# Rättskiparen
Rättskiparen är en svensk dokumentärfilm från 2010 producerad av Freedom From Choice AB och Sveriges Television om elitfotbollsdomaren Martin Hansson och hans väg mot VM i Sydafrika 2010. Filmen visades i Sveriges Television och på SVT Play under juni 2010.
Under ett år följde filmskaparna Mattias Löw och Valentina Santi Löw brandmannen från byn Holmsjö i Blekinge.  I filmen syns bland andra fotbollsspelaren Thierry Henry, FIFAs president Sepp Blatter, Arsenal FCs manager Arsène Wenger, den före detta fotbollsstjärnan Pelé, domarbasen Bo Karlsson samt journalisten och författaren Erik Niva.

### Fotnoter
1. ↑  ”Rättskiparen”. Svensk mediedatabas. 11 mars 2010. http://smdb.kb.se/catalog/search?q=%22r%C3%A4ttskiparen%22&x=0&y=0. Läst 14 februari 2015.